# بلکو
بلکو (به انگلیسی: Belcoo) یک روستا در بریتانیا است. بلکو ۴۸۶ نفر جمعیت دارد.